# 花嫁料
花嫁料（はなよめりょう、ヘブライ語:מהר）は、聖書の契約としての結婚において、家族に贈られるものである。
第一サムエル記18章23節の王家の娘の箇所から、花嫁料は一定ではないとされ、創世記34章12節には「どんなに高い花嫁料と贈り物を私に求められても」とあり、交渉が行われた例とされる。贈り物は現金とは限らない。創世記29章18節のヤコブは労働を花嫁料としており、ヨシュア記15章16節はキルヤテ・セフェルを攻めとること、第一サムエル記18章25節はダビデが500人のペリシテ人を戦で打ちとることをもって花嫁料としている。創世記24章53節、34章12節は、花嫁料とは別に贈りものがある例とされる。
司法律法の申命記22章28-29節の規定では、男性が婚約者のいない処女の女性を犯した場合、父に花嫁料の銀を払い、結婚しなければならない。処女でない女性には、石打ちによる死刑が定められている。
現代においてもアフリカなど一部地域では支払う習慣がある。国によっては法律で上限を定めている。